# سيث هاستينغز
سيث هاستينغز هو محامي وقاضي وسياسي أمريكي، ولد في 8 أبريل 1762 في كامبريدج في الولايات المتحدة، وتوفي في 19 نوفمبر 1831 في ميندون في الولايات المتحدة. نشط حزبياً في الحزب الفيدرالي الأمريكي. وقد انتخب عضو مجلس النواب الأمريكي عن دائرة دائرة ماساتشوستس المجلسية العاشرة ‏ خلال فترته النيابية ‏ (3 مارس 1803 – 3 مارس 1807) وانتخب عضو مجلس النواب الأمريكي عن دائرة Massachusetts's 4th congressional district ‏ خلال فترته النيابية ‏ (24 أغسطس 1801 – 3 مارس 1803).